# São Manuel
São Manuel is een gemeente in de Braziliaanse deelstaat São Paulo. De gemeente telt 39.696 inwoners (schatting 2009).

## Aangrenzende gemeenten
De gemeente grenst aan Areiópolis, Barra Bonita, Botucatu, Dois Córregos, Igaraçu do Tietê, Lençóis Paulista, Mineiros do Tietê en Pratânia.

## Geboren in São Manuel
- Rubens Salles (1891-1934), voetballer en trainer
- Tales Flamínio Carlos (1943), voetballer